# Kilimandzsárói csata
A Kilimandzsárói csata egy korai összecsapás volt Német Kelet-Afrika területén az első világháború során.

## Előzmények

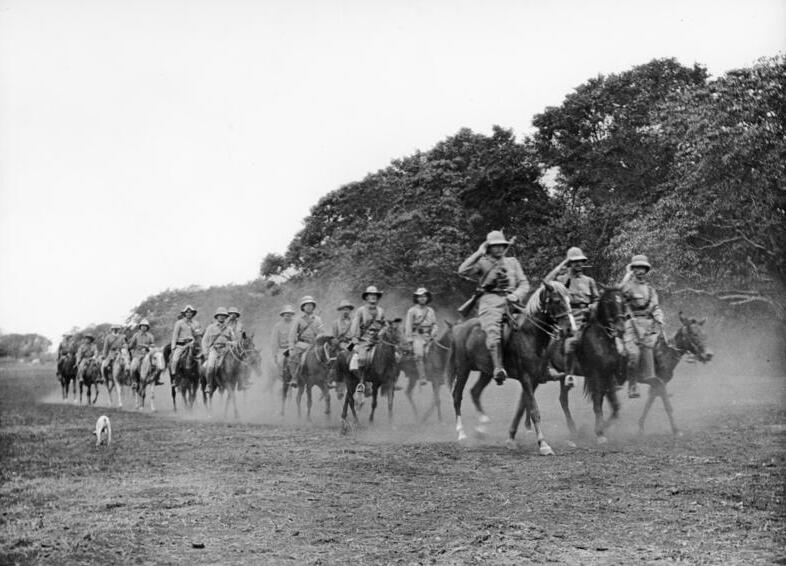
A 8. lövészszázad egyik kontingense, 1914.

A brit terv szerint az 1500 fős erőknek a Kilimandzsáró körüli területek elfoglalása lett volna a feladata.
Mivel kisebb német csapatok már elkezdtek portyázni Brit-Kelet-Afrika területén, ezért még inkább sürgették a támadást.
1914. október végére a brit csapatok már készen álltak az invázióra, viszont a hibás hírszerzés alábecsülte a német csapatok erejét. Amíg 200 katonára számítottak, addig valójában az askari katonákkal és a 8. lövészszázaddal együtt 686 fő állt a német oldalon.

## Terep
A fő erőket 25 mérföld választotta el mindkét oldalon. Ez a víztelen sivatag létrehozott egy "senki földjét", ahol a védőknek volt előnye, mert ők fértek legkönnyebben hozzá a kutakhoz. A szemben álló erőknek a szállított vízre kellett támaszkodniuk.

## A csata

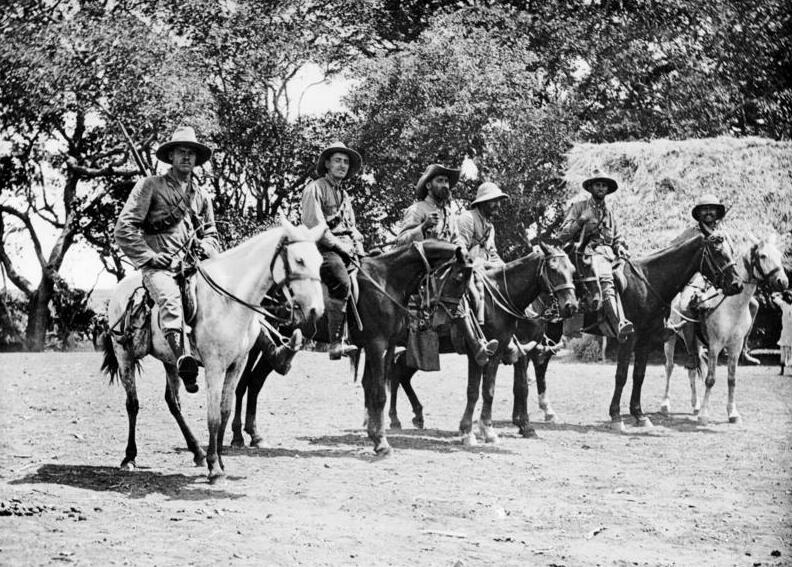
Német gyarmati önkéntesek, 1914.

November 3-án a brit csapatok megindították a támadást, de erős német védelembe ütköztek. Habár az indiai gyalogság jól harcolt, de a nap folyamán a brit támadók nem tettek előrelépést, viszont jelentős veszteségeket szenvedtek.
A német 8. lövészszázad megtámadta a brit ellátási vonalat. A brit utánpótlást szállító csapatok pánikba estek és maguk mögött hagyták az általuk szállított élelmiszert, vizet, lőszert és egyéb felszereléseket. A brit tisztek tarthatatlannak ítélték meg a helyzetet, így visszavonultak Brit-Kelet-Afrikába.

## Következmények
A brit támadás teljes kudarcot vallott, így ezen terület továbbra is német kézben maradt.

## Érdekesség
Mivel a német távíró vezetékek túl alacsonyan helyezkedtek el, ezért a zsiráfok gyakran "belefutottak". Ennek okán a német csapatoknak parancsba adták a zsiráfok levadászását.

## Fordítás
- Ez a szócikk részben vagy egészben  a   Battle of Kilimanjaro című angol Wikipédia-szócikk fordításán alapul.  Az eredeti cikk szerkesztőit annak laptörténete sorolja fel. Ez a jelzés csupán a megfogalmazás eredetét és a szerzői jogokat jelzi, nem szolgál a cikkben szereplő információk forrásmegjelöléseként.